# Paróquia Santo Antônio (Santa Bárbara)
A Paróquia Santo Antônio é uma circunscrição eclesiástica católica brasileira situada no município de Santa Bárbara d'Oeste, no interior de São Paulo. A paróquia faz parte da Diocese de Piracicaba, estando localizada na Região Pastoral Santa Bárbara. Foi criada em 1 de janeiro de 1994.
Seu pároco atual é Pe. Ricardo Martins e seu diácono permanente é Irineu José Teixeira Lisboa. A matriz da paróquia está localizada na Rua Cariris, número 395 no bairro São Francisco II. A Paróquia Santo Antônio também apresenta seis capelas, porém, nem todas estão em uso atualmente. Uma delas está localizada em um condomínio particular e uma delas está atualmente sem funcionamento. Essas são: Capela São Benedito (Jd. Vista Alegre), Capela São Francisco de Assis (Santa Rita de Cássia), Capela Santa Teresinha do Menino Jesus (Fazenda Fonte Nova) atualmente desativada devido ao fechamento da Usina de Santa Bárbara, Capela Bom Jesus (Fazenda Campo Formoso), Capela Nossa Senhora do Carmo (Condomínio Cillos - particular) e a Capela Nossa Senhora Aparecia (Residencial Parque do Lago).